# Clæs Lindholm
Clæs Erik Ivar Lindholm, född 25 januari 1930 i Göteborg, död där 26 maj 1975, var en svensk målare.
Han var son till civilingenjören Eric Lindholm och Astrid Boysen och från 1957 gift med Ann Hegnell. Efter avlagd studentexamen 1948 studerade Lindholm vid Hovedskous målarskola i Göteborg och i Köpenhamn 1950–1954 samt vid Valands målarskola i Göteborg 1955–1959. Separat ställde han ut första gången i Stockholm 1960 och medverkade därefter i ett stort antal separat- och samlingsutställningar. Tillsammans med Erik Jansson och Thage Nordholm ställde han ut på Galerie God konst i Göteborg och Galerie Artek i Helsingfors 1966. Lindholm är representerad vid Moderna museet, Göteborgs konstmuseum, Bohusläns museum, Stockholms kommun och Göteborgs kommun. Han är begravd på Fridhems kyrkogård i Göteborg.